# یرون دایستر
یرون دایستر (انگلیسی: Jeroen Duyster؛ زادهٔ ۲۷ اوت ۱۹۶۶) قایقران روئینگ اهل هلند بود.